# Hasso von Manteuffel
Hasso-Eccard Freiherr von Manteuffel (14. ledna 1897 – 24. září 1978) byl německý generál tankových vojsk během druhé světové války.

## Život

### Rodina
Manteuffel pocházel ze šlechtické rodiny, jeho otec byl Eckard August Gerdt Erdmann von Manteuffel (1863–1904), jeho matka byla Susanne Ende. V roce 1921 se oženil s Armgard von Kleist, se kterou měl dvě děti.

### První světová válka
Svou vojenskou kariéru zahájil za první světové války, kdy 22. února 1916 nastoupil v hodnosti Fähnrich k Husarskému pluku „von Zieten“ (Brandenburgisches) Nr. 3 ve městě Rathenow. Do hodnosti Leutnant (poručík) byl povýšen 28. dubna 1916.

### Druhá světová válka
Za druhé světové války bojoval v Africe a na východní i západní frontě. Generálem byl jmenován roku 1944. V bitvě v Ardenách velel 5. tankové armádě.

### Po skončení války
Po válce byl do prosince 1946 válečným zajatcem. Po propuštění se angažoval v politice a pracoval jako prokurista v kovoprůmyslu. V letech 1953 až 1957 byl poslancem západoněmeckého Spolkového sněmu za FDP. Zasazoval se za opětovné vyzbrojení Německa a byl tvůrcem názvu Bundeswehr pro ozbrojené síly poválečného západoněmeckého státu.

## Vyznamenání
- Rytířský kříž Železného kříže (31.12.1941)
- Rytířský kříž Železného kříže, s dubovou ratolestí (23.11.1943)
- Rytířský kříž Železného kříže, s dubovou ratolesti a meči (22.02.1944)
- Rytířský kříž Železného kříže, s dubovou ratolesti, meči a brilianty (18.02.1945)
- Odznak za zranění, stříbrný (1939)
- Odznak za zranění, černý (1939)
- Medaile za východní frontu
- Válečný záslužný kříž
- Železný kříž, I. třída
- Železný kříž, II. třída
- Odznak za tankový boj, stříbrný